# Vereinigung Boden

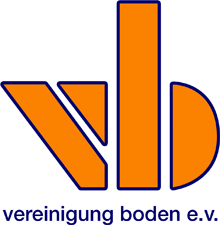
Logo der Vereinigung Boden

Die vereinigung boden e. V. (vb) ist ein deutscher Berufsverband für Bodenpersonal im Luftverkehr mit Sitz in Mörfelden-Walldorf und wurde im Mai 2001 gegründet. Sie gibt das vb-Journal heraus.
Bundesvorsitzender ist Rüdiger Fell, stellvertretender Vorsitzender des Betriebsrates der Lufthansa AG Frankfurt Boden. Seine Stellvertreterin ist Cornelia Straub.
Weitere Vorstände sind Angela Heinicke, Anja-Christina Jacobi, Vedat Esen, Gunter Gomola und Wolfgang Schneider.
Der Verein hat nach eigenen Angaben etwa eintausend Mitglieder, insbesondere an den Flughäfen Frankfurt und München. Sie hat sich in der Tarifrunde 2008 bei der Lufthansa gegen den ver.di-Streik gewandt.